# Герб Лодзинского воеводства
Герб Лодзинского воеводства (пол. Herb Województwa Łódzkiego) — один из официальных символов Лодзинского воеводства Польши. Утверждён Постановлением Сеймика Лодзинского воеводства № XLIV/514/2002 от 25 июня 2002 года.
Дизайн герба Лодзинского воеводства получил положительную оценку Геральдической комиссии Польши. Автором проекта герба является доктор исторических наук, профессор Лодзинского университета Марек Адамчевский.

## Описание
Описание герба Лодзинского воеводства:

На трёхчастном щите в поле первом золотом полулев красный, в поле среднем красном полуорёл белый и полуорёл чёрный, обращенные друг к другу, под ними чёрный орёл без короны с золотой заглавной буквой «R» на груди, в третьем поле полулев красный. У обоих гибридов золотые короны, вооружение орлов золотое, львов — чёрное, языки львов красные.
Оригинальный текст (пол.)W tarczy trójdzielnej w pas w polu pierwszym złotym połulew czerwony, w polu środkowym czerwonym połuorzeł biały i połuorzeł czarny zwrócone ku sobie, pod nimi orzeł czarny bez korony ze złotą majuskułą "R" na piersi, w polu trzecim połulew czerwony. Obydwie hybrydy w koronach złotych, uzbrojenie orłów złote, lwów czarne, języki lwów czerwone.
Два гибрида (полульвы-полуорлы) символизируют бывшие воеводства Серадзкое и Ленчицкое, территории которых в настоящее время входят в Лодзинское воеводство, чёрный орёл с большой буквой «R» на груди происходит от герба бывшего Равского воеводства. Цвета полос герба соответствуют флагу столицы воеводства городу Лодзи.